# Grazer Dom

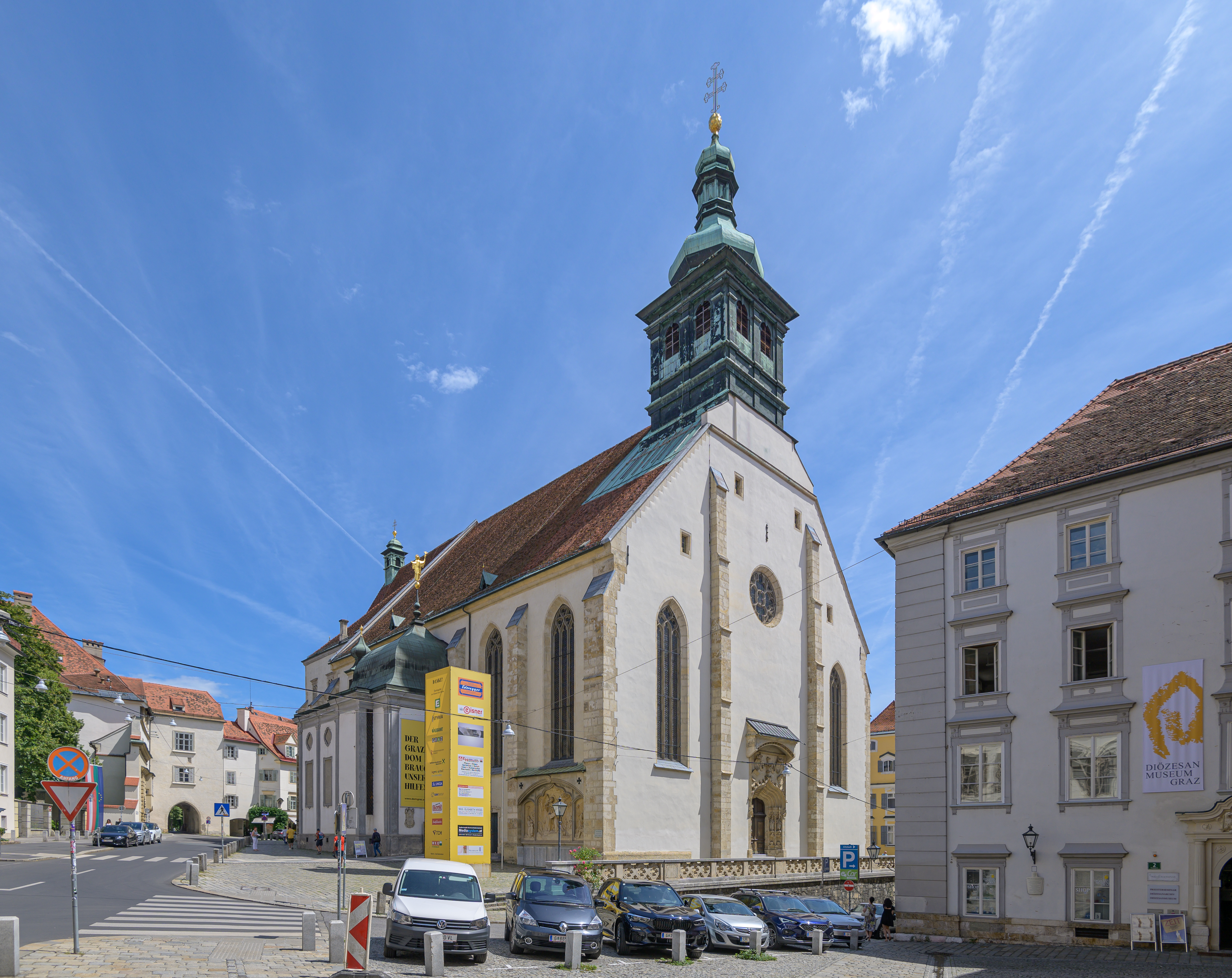
Ansicht von Nordwesten

Der Grazer Dom, offiziell Kathedrale, Bischofskirche und Pfarrkirche Hl. Ägydius, ist die Kathedralkirche der Diözese Graz-Seckau. Angeschlossen ist die Pfarre Graz-Dom im Dekanat Graz-Mitte der Stadtkirche Graz.
Der Dom gilt als eines der kunst- und kulturhistorisch bedeutendsten Bauwerke der österreichischen Stadt Graz und des ganzen Bundeslandes Steiermark. Das in spätgotischem Stil gestaltete Bauwerk wurde im 15. Jahrhundert errichtet, unter Friedrich III. Hofkirche der römisch-deutschen Kaiser und im Jahr 1786, als Graz Bischofssitz wurde, in den Rang einer Domkirche erhoben. Der Sakralbau, ursprünglich als Kirchenkastell außerhalb der mittelalterlichen Stadtmauern vorgesehen, steht auf einem erhöhten Terrain zwischen Bürgergasse und Burggasse. Der Dom bildet zusammen mit dem benachbarten kaiserlichen Mausoleum, der Burg und dem Schauspielhaus das Ensemble der Grazer Stadtkrone.

## Baugeschichte

### Vorgängerbauten
Der Grazer Dom ist dem heiligen Ägydius geweiht und wird daher auch als Domkirche zum heiligen Ägydius bezeichnet. Eine erste dem heiligen Ägydius geweihte Kirche befand sich zumindest seit dem 12. Jahrhundert an der Stelle des heutigen Doms. Eine urkundliche Erwähnung ist mit 1174 datiert, ein erster Pfarrer in Graz wurde 1181 genannt. Von dieser ersten Kirche ist jedoch nichts erhalten.
Als Kaiser Friedrich III. im Jahr 1438 mit dem Bau der Grazer Burg begann, wurde auch der Neubau der Kirche begonnen. Aus dieser Zeit stammte der heute nicht mehr erhaltene zweigeschoßige Verbindungsgang zwischen Burg und Dom. Wie bei allen anderen unter Friedrich III. erbauten Gebäuden findet sich im Grazer Dom der Schriftzug AEIOU mit eingravierten oder gemalten Jahreszahlen: 1438 in der ehemaligen Sakristei, 1450 im Chorgewölbe, 1456 am Westportal und 1464 in der Gewölbemalerei. Mit dem Jahr 1464 wird daher die Vollendung des Bauwerks angenommen. Aus dem Jahr 1441 datiert eine Marktverleihungsurkunde Kaiser Friedrichs für den 1. Mai jeden Jahres, die mit dem damaligen Kirchweihfest in Verbindung gebracht wird. Daher wird heute wieder der 1. Mai als Jahrestag der Domweihe begangen.
Erster Dombaumeister während der Chorbauphase bis 1450 war vermutlich der aus Graz gebürtige Hans Niesenberger, der 1459 auf dem Hüttentag in Regensburg als Meister von Grätz der Weissnaw und 1483 beim Mailänder Dom als Meister Johannes von Graz bezeichnet wurde.
Im Jahr 1564 war das Gebäude Hofkirche und bis 1573 Stadtpfarrkirche (eine Funktion, die 1585 von der ehemaligen Dominikanerkirche und heutigen Stadtpfarrkirche übernommen wurde); 1577 erhielten die Jesuiten die Kirche zur Nutzung. 1615 erfolgte der Anbau einer Sakristei; zwischen 1617 und 1667 wurden insgesamt vier neue Kapellen errichtet: die Pest-Kapelle, die Mater-Dolorosa-Kapelle, die Franz-Xaver-Kapelle und die Kreuz-Kapelle. 1678 wurde eine Gruft unter der Kirche gebaut, 1783 jedoch der Gruftzugang im Kircheninneren vermauert. 1786 wurde die Kirche zur Domkirche erhoben.

### Umbauten und Ergänzungen
Die Böschung zur Bürgergasse wurde 1831 durch eine Terrassenmauer und die große Freitreppe ersetzt und der Verbindungsgang zum Jesuitenkolleg abgetragen. 1853/1854 erfolgte der Abbruch des zweigeschoßigen Verbindungsganges vom Dom zur Burg.
Die Stadtverwaltung Graz ließ 1962/1963 eine umfangreiche Neugestaltung des Kircheninnenraumes nach den Plänen von Karl Raimund Lorenz durchführen. Dazu zählten die Schaffung des neuen freistehenden Altartisches sowie die Entfernung eines schmiedeeisernen Gitters zwischen Hauptschiff und Chor.
Nachdem im Dom eine bestehende Gruft unter der Marienkapelle und unter der Kreuzkapelle als neue Grablege für die Bischöfe von Graz-Seckau adaptiert worden war, erfolgte im Jahr 2010 die Überführung der verstorbenen Bischöfe aus dem neben dem Dom gelegenen Mausoleum Kaiser Ferdinands II. in diese neue Bischofsgruft.

### Renovierung 2017–2023
Vom Mai 2019 bis zur Adventszeit 2019 war der Dom aufgrund von Renovierungsarbeiten gesperrt, in diesem Zeitraum wurde das Hauptschiff renoviert. 2020 wurde das Presbyterium renoviert, im Anschluss daran wurde ab 2022 ein großteils neues Orgelwerk im alten Gehäuse errichtet. In den Folgejahren wurden dann die einzelnen Kapellen saniert. Auch Heizung, Elektroinstallationen und Beleuchtung wurden erneuert, eine Videoinstallation wurde installiert. Die Sanierung soll rund sechs Millionen Euro kosten. Am 26. November 2023 wurde die Sanierung des Doms abgeschlossen, mit der Einweihung der erneuerten Domorgel.
Die Gesamtkosten der Renovierung 2017–2023 von 6,5 Mio. € werden von der öffentlichen Hand, Großsponsoren und vielen Spendern mitgetragen. Davon entfallen rund 1,5 Millionen auf die Orgel, welche laut Domorganist Christian Iwan nun ein „Neubau unter Verwendung von Teilen der Vorgängerorgeln“ ist.

## Außenbau

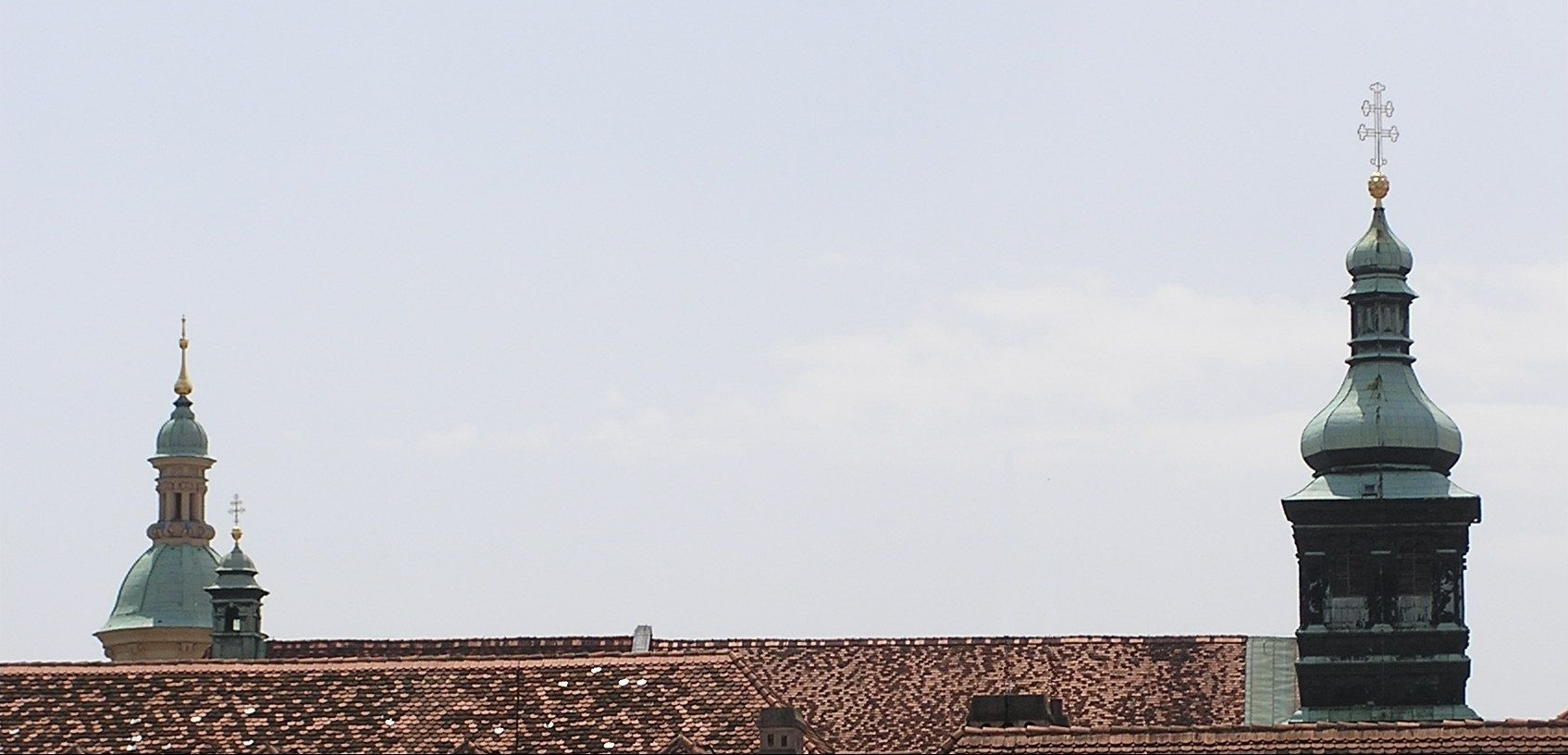
Dachlandschaft des Grazer Doms mit dem großen Dachreiter rechts, und dem kleinen links (hinter dem sich die Kuppellaterne des Mausoleums Kaiser Ferdinands II. emporhebt)

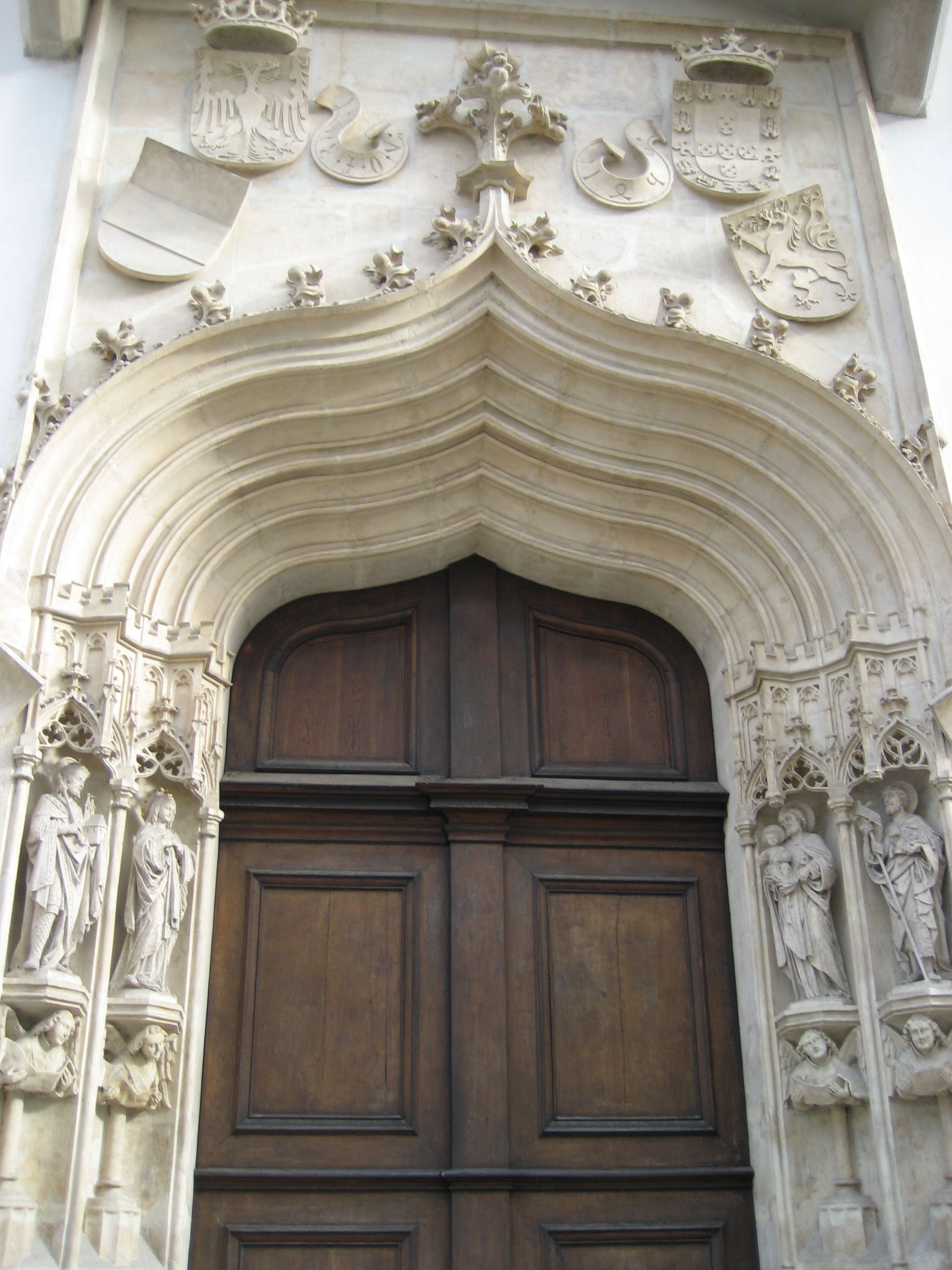
Westportal

Von außen wirkt der Grazer Dom massig und schlicht. Einzig der im Vergleich zum Langhaus deutlich schmälere Chorbereich weist mit seinen Strebepfeilern und reichen Maßwerkverzierungen eine bewegte Wandstruktur auf. Die ursprünglich eindrucksvoll bemalten Fassaden sind heute weitgehend weiß, von einigen Freskenresten abgesehen. Am bekanntesten ist das dem Maler Thomas von Villach zugeschriebene Gottesplagenbild an der Südseite des Langhauses, das sich auf das Jahr 1480 bezieht, in dem über Graz drei Plagen hereinbrachen: Pest, Krieg und Heuschrecken. Die seitlich an das Gebäude angefügten Kapellen und die beiden Dachreiter stammen nicht aus der Bauzeit, sondern wurden später hinzugefügt; der heutige große Dachreiter im Westen etwa stammt von Gregor Pacher und wurde im Jahr 1653 anstelle eines älteren, 1580–1582 von Vincenz de Verda geschaffenen, errichtet, der kleinere Ost-Dachreiter stammt von 1739. Die Steintore an den Langseiten stammen aus dem dritten Viertel des 17. Jahrhunderts; aus der gleichen Zeit sind auch die blechbeschlagenen Türen mit bemerkenswerten Beschlägen. Weiters sind an den Außenwänden der Kirche zahlreiche eingemauerte Grabsteine aus der Zeit des 16.–20. Jahrhunderts zu sehen. In der ostseitigen Außenanlage (zwischen Dom bzw. Mausoleum und Burggasse) befindet sich eine vom bekannten Grazer Künstler Erwin Huber im Jahr 1998 geschaffene mittelgroße Bronzeskulptur des Kirchenpatrons Ägydius.
Das reich verzierte Westportal steht noch eindeutig in der Tradition gotischen Baukunst. Vom Originalzustand erhalten sind aber nur Baldachine und Engelkopfkonsolen, die Statuen im Gewände, welche Maria, Josef, Johannes den Täufer und den heiligen Leopold darstellen, stammen aus dem 19. Jahrhundert. Über dem mit 1456 datierten Portal sind das AEIOU des Kaisers und Wappenschilder zu sehen, welche den doppelköpfigen Reichsadler, den österreichischen Bindenschild sowie die Wappen Portugals und der Steiermark zeigen. Das Wappen Portugals wurde zu Ehren der Frau Friedrichs III., Eleonore Helena von Portugal, Tochter der portugiesischen Königin, angebracht.

## Inneres

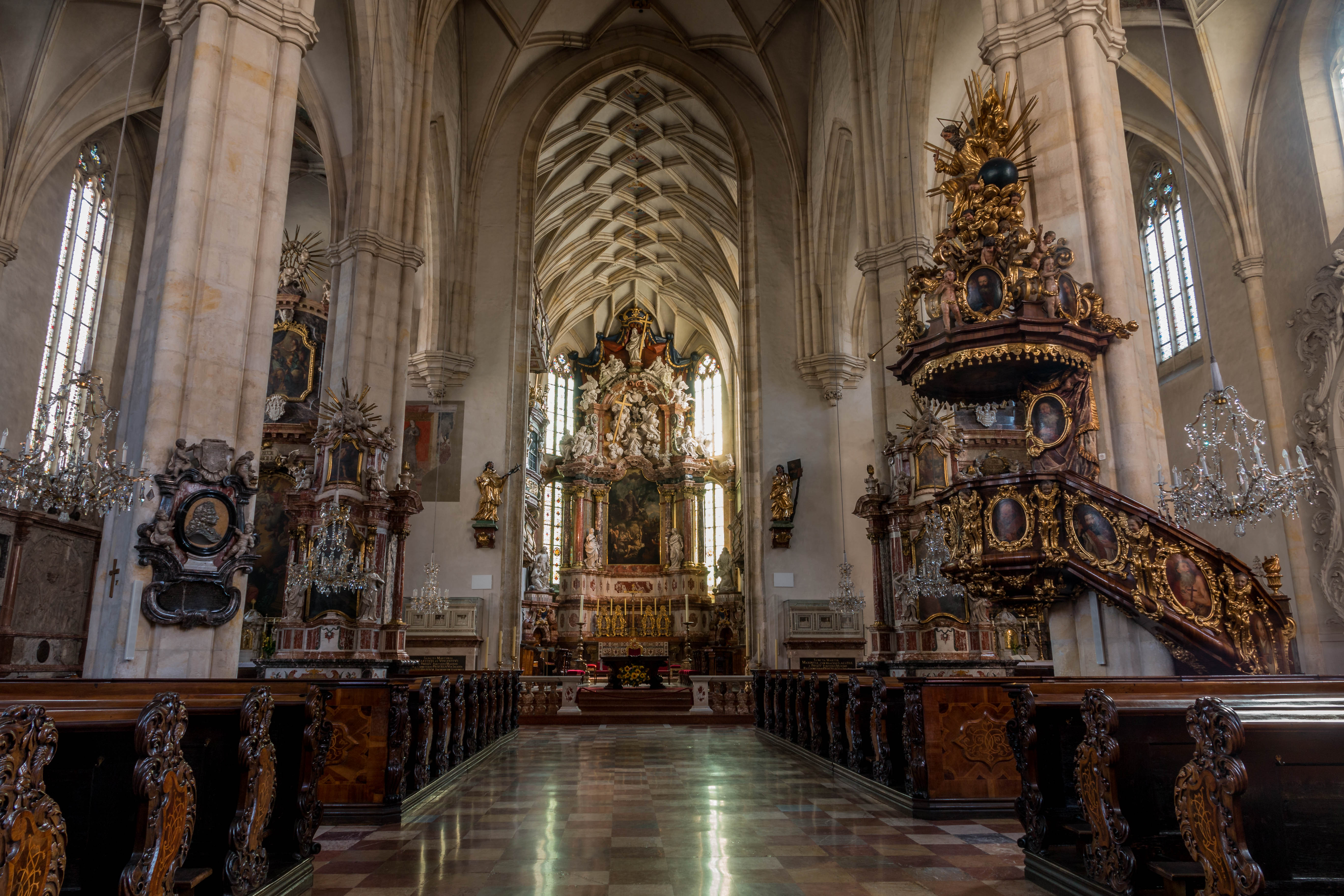
Blick ins Langhaus

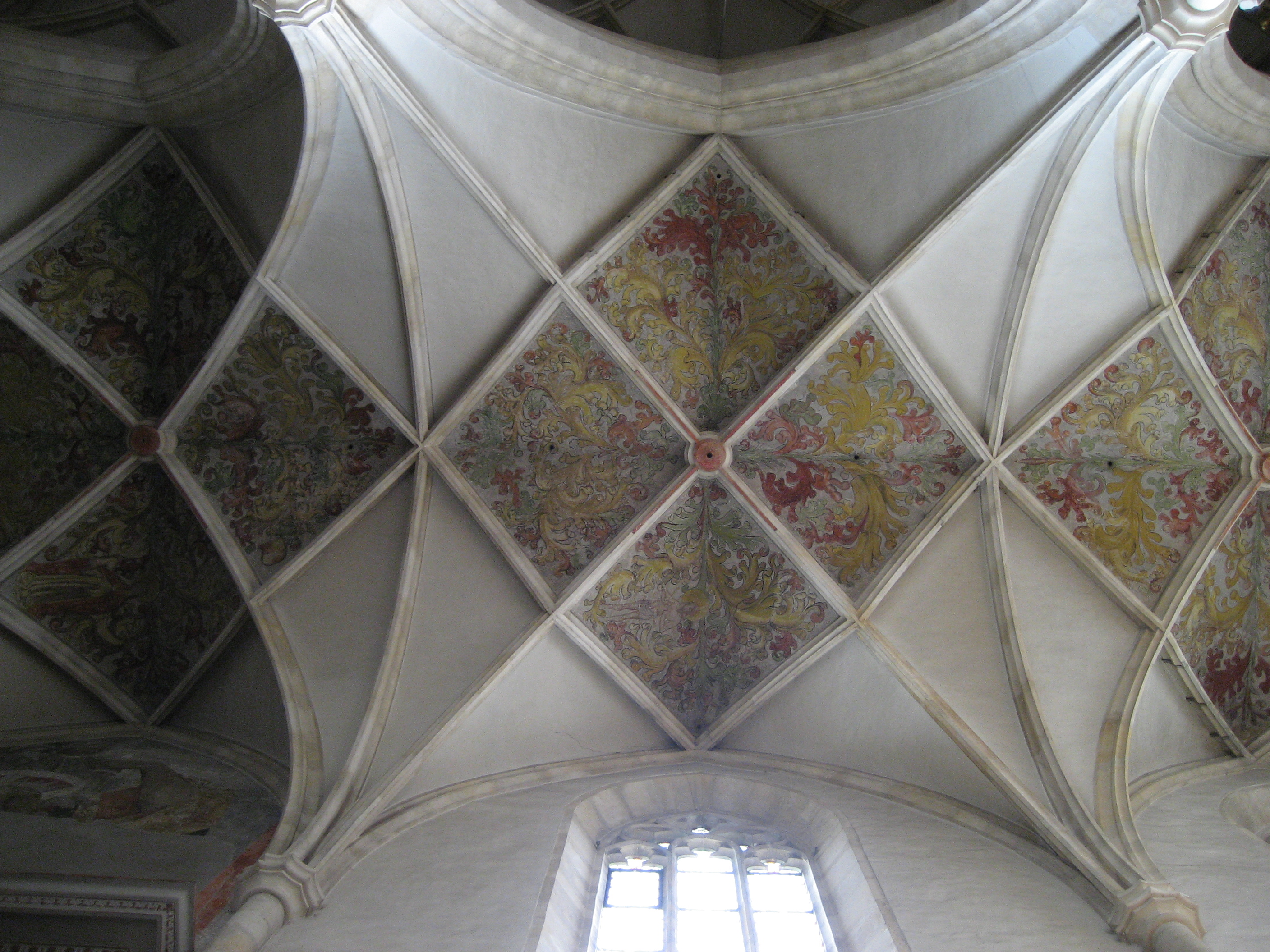
Fresken im Seitenschiffgewölbe

Das Innere der Kirche wurde mehrmals verändert, etwa durch Einbau von Seitenkapellen sowie einer barocken Orgelempore. Dennoch lässt sich erkennen, dass es sich beim Grazer Dom um eine Hallenkirche handelt, im speziellen Typus der Staffelhalle, der besonders in der Spätgotik häufig aufgegriffen wurde und der sich beispielsweise beim Wiener Stephansdom oder der ehemaligen Stiftskirche Neuberg, aber auch einigen Kirchenbauten im direkten Umfeld des Grazer Doms (Maria Trost in Fernitz und Pfarrkirche Semriach) findet. Das Langhaus im Grazer Dom wird durch acht mächtige Pfeiler in drei Schiffe unterteilt. Hinter einem hohen Triumphbogen schließt sich der langgestreckte Chor an. Der Grundriss des Grazer Doms ähnelt jenen der zuvor errichteten Bettelordenskirchen der Dominikaner und Franziskaner in Graz. Wie diese beiden besaß auch der Grazer Dom ursprünglich einen Lettner. Die Reliefe der Glocken des Domes wurden ebenfalls nach Vorlagen des Grazer Künstler Erwin Huber geschaffen.
Zur Zeit der Errichtung waren große Teile des Innenraumes farbig bemalt. Erhalten blieben nur Teile dieser spätgotischen Freskenausstattung, etwa die Christophorusdarstellungen über den Seiteneingängen oder die wieder freigelegten Ranken- und Blütendekorationen in den Seitenschiffgewölben, die mit 1464 datiert werden.

### Barbarakapelle
Die ehemalige Sakristei, heute Barbarakapelle, weist als frühesten Datierungsstein der Kirche einen mit der Jahreszahl 1438 auf. Von den beiden Schlusssteinen zeigt der eine die Heilige Veronika mit dem Schweißtuch, der andere einen Engel mit dem österreichischen Bindenschild; hier sind kirchliche und weltliche Macht einander ebenbürtig gegenübergestellt. Auch auf den Schlusssteinen im Hauptschiff sind nicht, wie in der Kunst der Romanik, ausschließlich Symbole Christi, sondern außerdem kaiserliche Wappen und die Wappen verschiedener Förderer des Baus zu sehen. Die drei Glasfenster sind „abstrakte Kompositionen“ von Alfred Wickenburg (1965).

### Friedrichskapelle
Über der Barbarakapelle befindet sich die Friedrichskapelle, von der lange angenommen wurde, dass sie bereits zum ursprünglichen Baukonzept gehört habe. Neuen Untersuchungen zufolge ist die Friedrichskapelle dem Bau erst später hinzugefügt worden. Zwei Jahre nach Baubeginn stieg Friedrich III. zum König auf; ein Westwerk mit Herrscherempore, wie es damals für Herrscherkirchen üblich war, war aber in der Kirchenplanung nicht vorgesehen, und ein nachträglicher Einbau wegen des im Westen steil abfallenden Geländes nicht möglich. Daher entstand zum ersten Mal in der mittelalterlichen Architektur eine Herrscherempore direkt neben dem Chor. In diesem Raum ist besonders häufig Friedrichs Devise AEIOU zu sehen. Die Friedrichskapelle und ein später darüber errichteter Betraum (die heutige Romualdkapelle) waren als dem Herrscher direkt zur Verfügung stehende Räume über eine Brücke direkt mit der Grazer Burg verbunden.

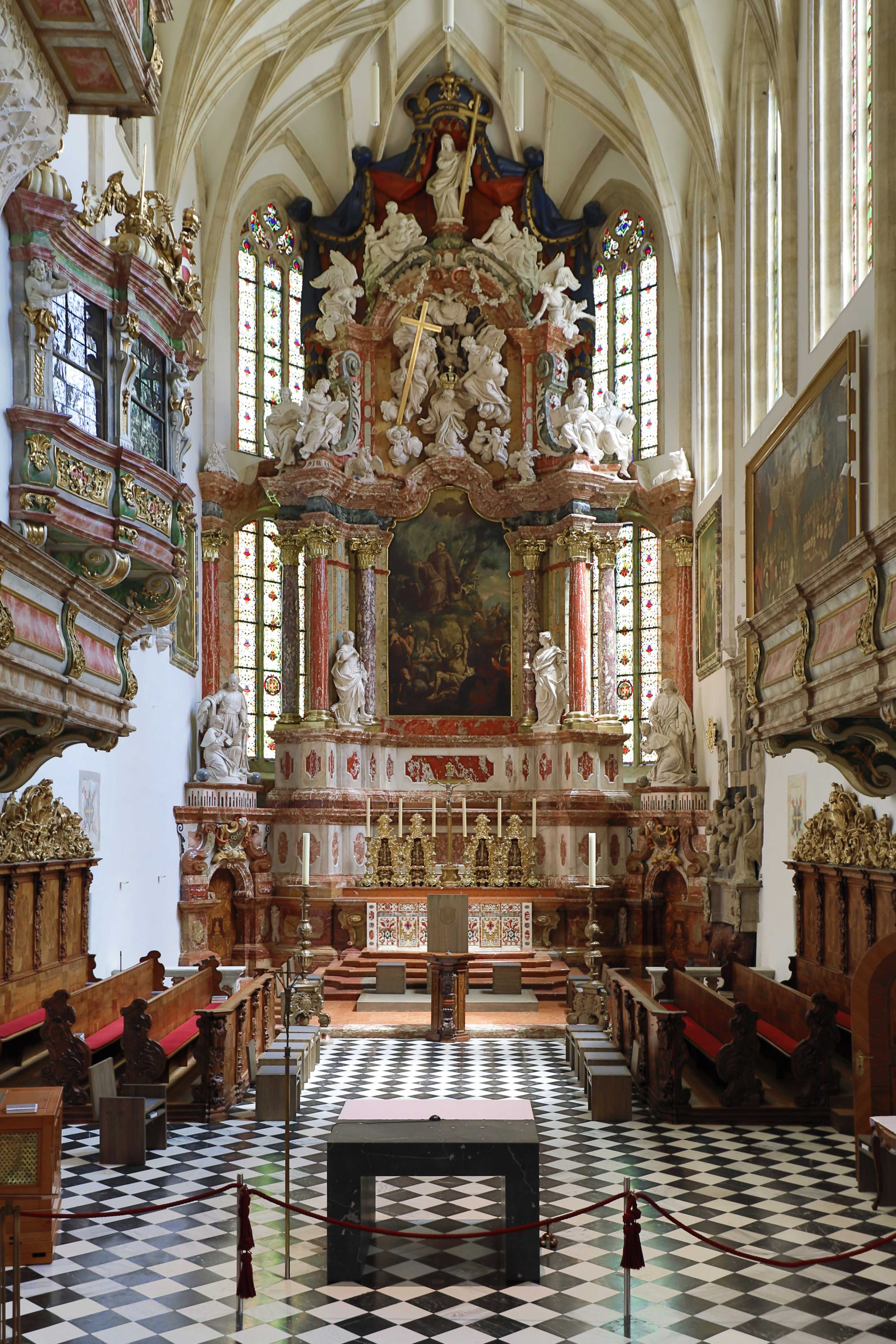
Barocker Hochaltar mit Bildhauerarbeiten von Johann Jacob Schoy

### 1577–1773
In den Jahren von 1577 bis 1773, in denen der Grazer Dom als Ordenskirche der Jesuiten diente, wurden zahlreiche bauliche Änderungen vorgenommen. So wurden etwa der Dachreiter mit der barocken Zwiebelhaube und ein Verbindungsgang vom Dom zum gegenüberliegenden Jesuitenkolleg errichtet (1831 abgebrochen) und zahlreiche Kapellen sowie eine neue Sakristei an das Kirchengebäude angefügt. Der gotische Lettner wurde abgerissen, damit alle Kirchenbesucher – entsprechend den Bestimmungen des Konzils von Trient – freien Blick auf den Hochaltar erhielten. Auch der größte Teil der – ganz im Sinne der Gegenreformation – prächtigen Innenausstattung stammt aus jener Zeit. Der heutige barocke Hochaltar, der als einer der bedeutendsten in ganz Österreich gilt und einen erst hundert Jahre alten Renaissance-Hochaltar ersetzte, wurde in den Jahren von 1730 bis 1733 errichtet. Der nach einem Entwurf des Grazer Baumeisters Georg Kräxner gefertigte Hochaltar zeigt in der Mitte ein Altarbild des Malers Franz Ignaz Flurer, das den heiligen Ägidius, Schutzpatron der Kirche, darstellt, und darüber eine Marienkrönungsgruppe, die als bedeutendstes Werk des Bildhauers Johann Jacob Schoy gilt.

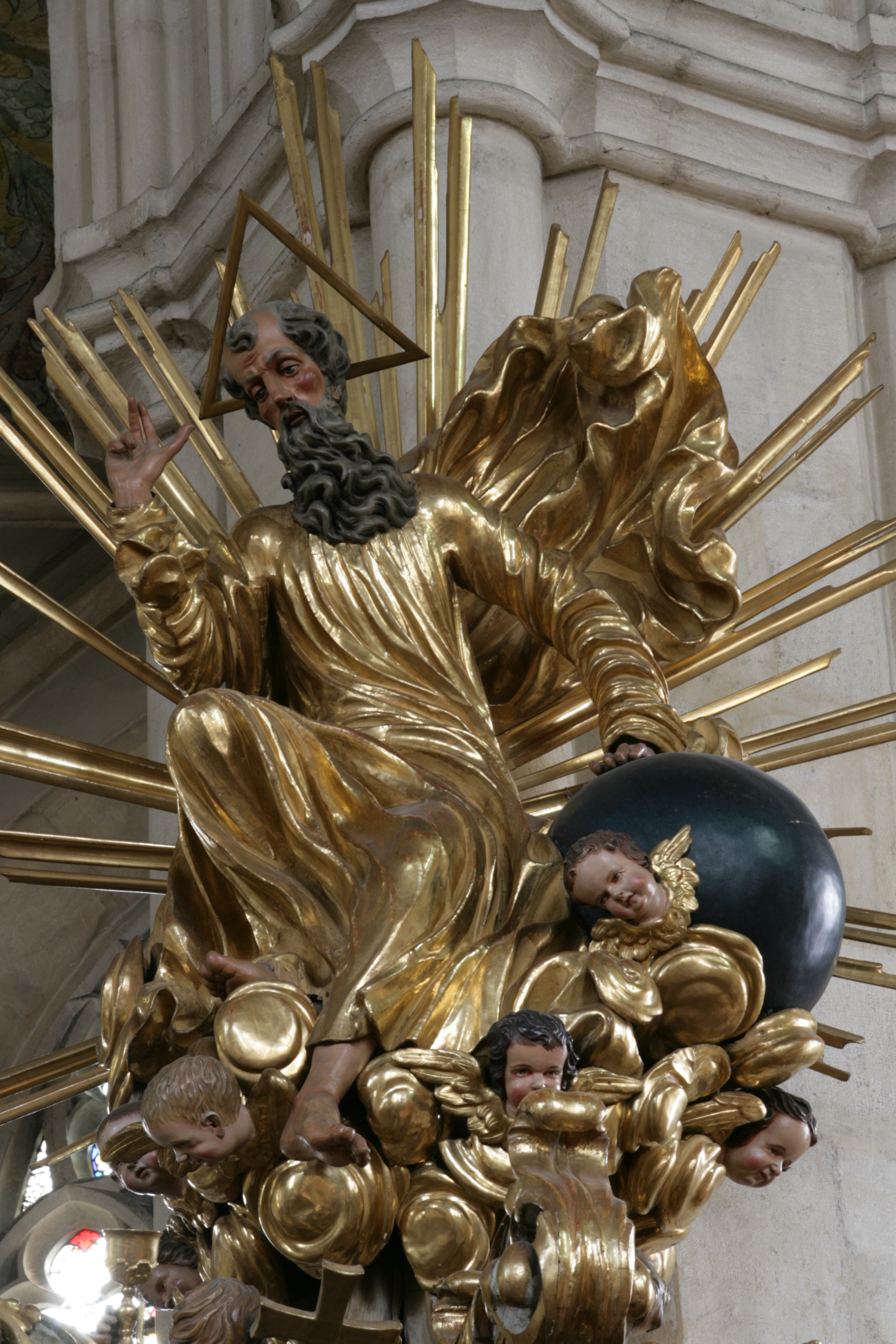
Kanzelbekrönung

Die Seitenaltäre, die unmittelbar nach dem Abbruch des Lettners um das Jahr 1618 errichtet wurden, wurden 1766 von Veit Königer aufwändig erneuert. Die Altarbilder des Hofmalers Giovanni Pietro de Pomis blieben erhalten. Der nördliche Altar zeigt Maria mit dem Verkündigungsengel, der südliche den heiligen Ignatius von Loyola, Gründer des Jesuitenordens. Die Wiederbelebung der Heiligenverehrung, die unter der Reformationszeit gelitten hatte, wurde besonders von den Jesuiten gefördert. Entsprechend der Mutterkirche der Jesuiten, Il Gesù in Rom, die über zahlreiche Seitenaltäre in Kapellennischen verfügt, wurden auch die Seitenwände des Grazer Doms für den Einbau nischenartiger Kapellenräume durchbrochen. Die Kanzel, die 1710 nach einem Entwurf des Jesuiten Georg Lindemayr errichtet wurde, zeigt aufwändigen hochbarocken Dekor. Auch die restliche Ausstattung des Grazer Doms von Kirchenbänken, Beichtstühlen und Chorgestühl bis zu Lampen, Glocken und Kerzenhaltern stammt noch größtenteils aus der Zeit der Jesuiten und ist somit in barockem Stil gestaltet.
Nach der Aufhebung des Jesuitenordens im Jahr 1773 war der Grazer Dom einige Zeit ohne passende Funktion. Seit dem Jahr 1786, als der Bischofssitz der Diözese Graz-Seckau von Seckau nach Graz verlegt wurde und der Grazer Dom zur Kathedralkirche wurde, ist der Grazer Dom nun geistlicher und liturgischer Mittelpunkt der Diözese. Im Gegensatz zu den Jesuiten, die das Gebäude nach ihren Vorstellungen umgestalten, bewahrte das Domkapitel den Bau weitgehend in der Form, in der es ihn übernommen hatte. Nachdem unter Joseph II. innerstädtische Friedhöfe verboten wurden, wurde 1830 der Pfarrfriedhof aufgelassen und die Friedhofsmauer, gemeinsam mit dem nutzlos gewordenen Übergang zum Jesuitenkolleg, abgerissen. In den Jahren 1853/1854 wurde der Übergang zur Grazer Burg abgerissen, und seitdem steht der Grazer Dom frei. Im Inneren wurden nur geringfügige Veränderungen vorgenommen, vor allem solche, die mit der Liturgiereform des Zweiten Vatikanischen Konzils zusammenhängen.

### Reliquienschreine

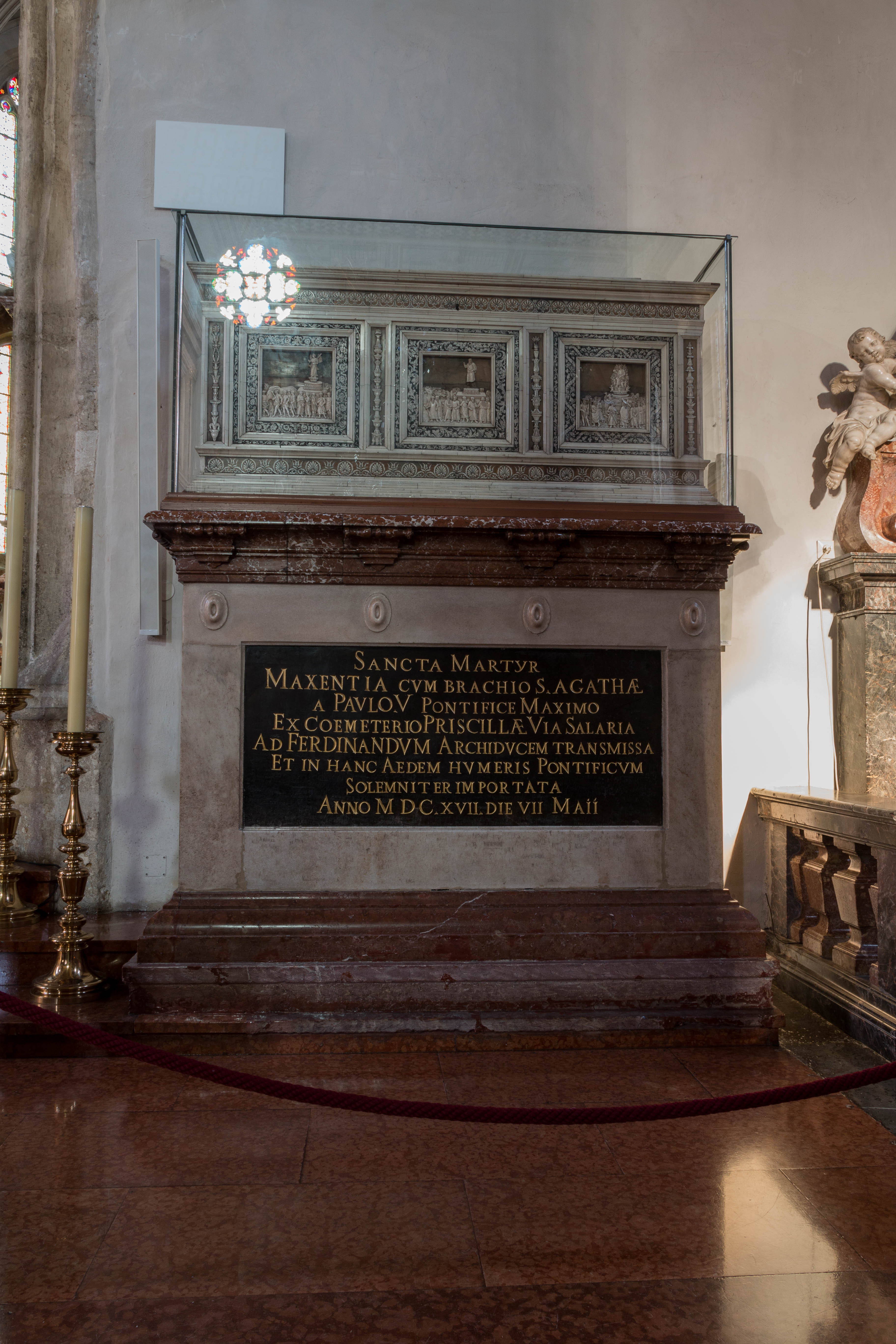
Einer der beiden Reliquienschreine im Grazer Dom

Die beiden auf Marmorsockeln beiderseits des Triumphbogens aufgestellten Reliquienschreine gehören zu den kostbarsten Ausstattungsstücken des Grazer Doms. Ursprünglich handelte es sich bei den beiden Schreinen um Brauttruhen, die Paola Gonzaga als Hochzeitsgut aus Mantua nach Schloss Bruck bei Lienz zur Hochzeit mit Graf Leonhard von Görz mitbrachte. Nach dem Tod des kinderlosen Ehepaares gelangten die Truhen in den Besitz des Stiftes Millstatt, das Erzherzog Ferdinand um 1598 den Jesuiten als finanzielle Basis zur Gründung ihrer Grazer Universität übergab. Als 1617 Papst Paul V. dem Grazer Dom Reliquien spendete, ließen die Jesuiten die beiden Truhen aus Millstatt holen.
Auf den aus Eichenholz gefertigten Truhen sind jeweils drei Reliefs zu sehen, die aus Bein und Elfenbein im Stil der italienischen Frührenaissance gestaltet sind. Dargestellt sind sechs Triumphwägen, entsprechend der Dichtung I Trifoni des Francesco Petrarca. Gestaltet wurden sie vermutlich von Andrea Mantegna, der am Hof von Mantua wirkte.

### Kreuzigung im Gedräng

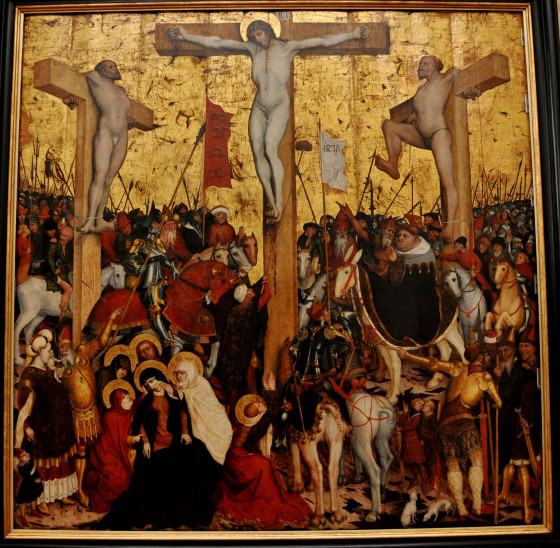
Conrad Laib

Aus der Zeit Kaiser Friedrichs ist nur ein einziges Ausstattungsstück erhalten: das um 1457 von Conrad Laib geschaffene Kreuzigungsbild, das früher wohl das Altarbild des Kreuzaltares am gotischen Lettner darstellte. Das Bild wird aufgrund der großen Anzahl an dargestellten Personen als Kreuzigung im Gedräng bezeichnet und geht vermutlich auf die im Mittelalter sehr beliebten Passionsspiele zurück, die damals unter großer Anteilnahme der Bevölkerung stattfanden. Mit der durchgehenden Goldfärbung des Hintergrunds steht das Bild noch eindeutig in der Tradition gotischer Malerei, die realistischen Menschen- und Pferdedarstellungen weisen aber schon auf die Renaissance. Nach vielen Ortswechseln und langer Restaurierungszeit ist dieses Bild, eines der bedeutendsten gotischen Tafelgemälde Österreichs, nun in der Friedrichskapelle im Grazer Dom aufgestellt.

### Orgeln

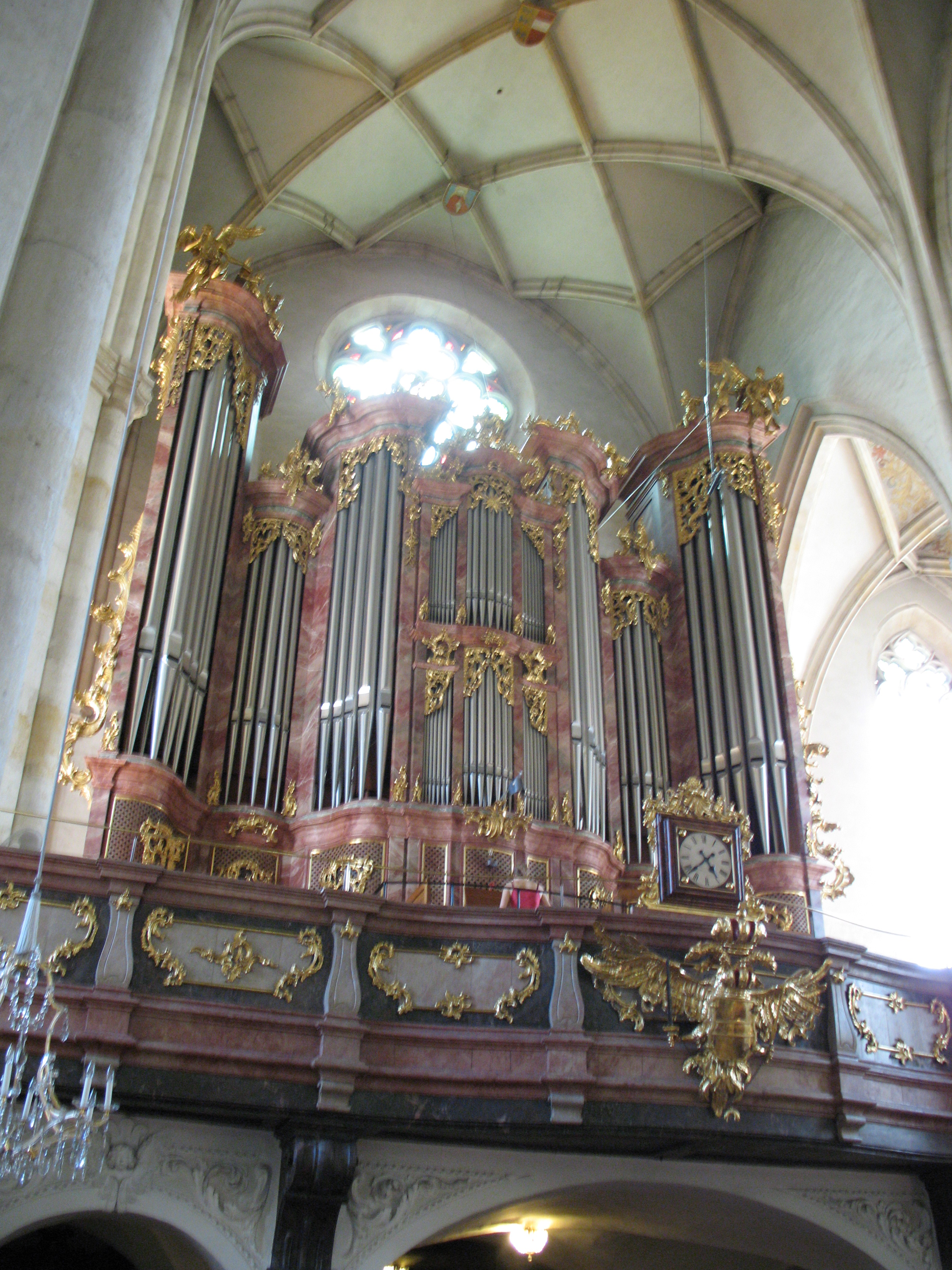
Domorgel

Eine erste Domorgel errichtete der Wiener Orgelbauer Leonpold Sunderspiess 1586. Eine neue Orgel entstand um 1770, ein weiterer Neubau (/III/50) als op. 50 von Konrad Hopferwieser im Jahr 1909. 1940 errichtete die Firma Dreher & Flamm wiederum ein neues Werk mit 4 Manualen und 86 Registern in einem erweiterten Gehäuse. Dieses Werk wurde bereits 1975 abgebaut und 1978 durch ein neues der Orgelmanufaktur Klais mit 70 Stimmen ersetzt. 1998 wurde ein Trompetenwerk mit drei Registern zusätzlich eingebaut.
Das Gehäuse steht auf einer 1687 errichteten barocken Westempore. Der Prospekt stammt von Architekt Jörg Mayr unter Mitverwendung des Dekors von Veit Königer für die Barockorgel von Anton Römer.
Ab 2022 wurde die Orgel von der Orgelbaufirma Rieger aus Schwarzach in Vorarlberg abgebaut und im Rahmen des fünften Abschnittes der Domrenovierung unter Nutzung des Gehäuses und einiger Teile von 1770 technisch komplett neu gebaut. Die Domorgel hat vier Manuale und Pedal sowie mechanische Spiel- und elektrische Registertrakturen. Da das Gehäuse mit bisher 73 Registern und über 5000 Pfeifen überfüllt und die Klangabstrahlung dadurch beeinträchtigt war, reduzierte Rieger die Disposition auf 62 Stimmen und etwa 4000 Pfeifen. Die Orgelbauer installierten stattdessen ein zweites Gebläse. Beide Maschinen zusammen können 60 m³ Luft pro Minute liefern. Die auf dem IV. Manual spielbare Trompeteria befindet sich fernab der Orgel im Altarraum. An den Sommersonntagen finden regelmäßig Orgelkonzerte statt.
| I Hauptwerk C–c4 |        |
| Prestant         | 16′    |
| Principal        | 8′     |
| Doppelflöte      | 8′     |
| Rohrflöte        | 8′     |
| Spitzgamba       | 8′     |
| Octave           | 4′     |
| Spitzflöte       | 4′     |
| Quinte           | 2 ⁄3′  |
| Superoctav       | 2′     |
| Terz             | 1 3⁄5′ |
| Mixtur major IV  | 2′     |
| Mixtur minor III | 1′     |
| Trompete         | 16′    |
| Trompete         | 8′     |

| II Chorpositiv C–c4 |        |
| Quintatön           | 16′    |
| Principal           | 8′     |
| Holzflöte           | 8′     |
| Salicional          | 8′     |
| Octave              | 4′     |
| Rohrflöte           | 4′     |
| Salicet             | 4′     |
| Rohrnasat           | 2 ⁄3′  |
| Oktave              | 2′     |
| Terz                | 1 3⁄5′ |
| Quint               | 1 ⁄3′  |
| Septime             | 1 ⁄7′  |
| Oktave              | 1′     |
| Mixtur IV           | 1 ⁄3′  |
| Horn                | 8′     |
| Krummhorn           | 8′     |
| Vox humana          | 8′     |
| Tremulant           |        |

| III Schwellwerk C–c4 |       |
| Bordun               | 16′   |
| Traversflöte         | 8′    |
| Gedeckt              | 8′    |
| Viola                | 8′    |
| Voix coelestis       | 8′    |
| Aeoline              | 8′    |
| Fugara               | 4′    |
| Querflöte            | 4′    |
| Flageolett           | 2′    |
| Kornett II           |       |
| Mixtur V             | 2 ⁄3′ |
| Englischhorn         | 16′   |
| Trompete             | 8′    |
| Oboe                 | 8′    |
| Klarine              | 4′    |
| Tremulant            |       |

| IV Solowerk C–c4 |     |
| Trompete         | 16′ |
| Trompete         | 8′  |
| Trompete         | 4′  |
| Glocken          |     |

| Pedal C–g1   |       |
| Untersatz    | 32′   |
| Principal    | 16′   |
| Subbass      | 16′   |
| Salicetbass  | 16′   |
| Octavbass    | 8′    |
| Gemshorn     | 8′    |
| Oktave       | 4′    |
| Hintersatz V | 2 ⁄3′ |
| Posaune      | 16′   |
| Basstrompete | 16′   |
| Trompete     | 8′    |
| Klarine      | 4′    |

- Koppeln:
  - Koppeln mechanisch: II/I, III/I, III/II
  - Koppeln elektrisch: II/I, III/I, IV/I, III/II, IV/III, III/I 16', III 4', III 16', II/P 4', III/P 4'
  - 3 freie Koppeln
- Nebenregister: Zimbelstern, Nachtigall, Winddrossel für Chorpositiv, Sostenuto, Sostenuto+, Rieger-Setzeranlage
- II. Manualwerk (Chorpositiv) schwellbar
- Solowerks-Trompeten als Fernwerk im Altarraum
- Anmerkungen:

1. ↑  Extension von Subbass 16'.

### Glocken
Der große Dachreiter beherbergte in der Nachkriegszeit ein Geläute, bestehend aus zwei Glocken der Gießerei Pfundner von 1949 und drei historischen Glocken. Diese Glocken wurden 1987 aus dem Turm gehoben – die drei kleineren wurden in die Leechkirche übertragen. Heute besitzt der Dachreiter 7 Bronzeglocken, die die Gießerei Grassmayr in Innsbruck alle 1987 gegossen hat. 2005 wurden für die benachbarte Katharinenkirche fünf kleine Glocken, ebenfalls bei Grassmayr, gegossen, die klanglich auf das Domgeläute abgestimmt sind und zusammen eine Einheit bilden.
| Nr. | Name               | Ton | Gewicht |
| --- | ------------------ | --- | ------- |
| 1   | Erlöserglocke      | b0  | 3534 kg |
| 2   | Ägydiusglocke      | c1  | 2290 kg |
| 3   | Marienglocke       | es1 | 1366 kg |
| 4   | Johannesglocke     | f1  | 961 kg  |
| 5   | Rupertigocke       | g1  | 699 kg  |
| 6   | Josefiglocke       | b1  | 443 kg  |
| 7   | Arme-Seelen-Glocke | c2  | 310 kg  |